# Narsaï
Narsaï est l'un des principaux théologiens et poètes religieux chrétiens de langue syriaque, auteur de référence du courant nestorien. Son nom est la forme syriaque du nom pehlevi Narseh, en grec Narsês ; il est parfois surnommé Narsaï Garba, « Narsaï le Lépreux », mais il semble que ce soit une injure inventée par ses ennemis. Pour l'Église de l'Orient, il est le « docteur admirable », « la langue de l'Orient », « la harpe du Saint-Esprit ».

## Biographie

### Premières années
Narsaï est né à `Ain Dulba, dans le district de Ma`alta (actuel gouvernorat de Dahuk, en Irak) dans les premières années du Ve siècle. Devenu très jeune orphelin, il fut élevé par un oncle religieux au monastère de Kfar Mari, près de Beth Zabdaï (dans l'actuelle province turque de Sirnak). Ces régions se trouvaient à l'époque sur le territoire du royaume perse des Sassanides, ce qui explique que Narsaï portait un nom pehlevi. Il se rendit bientôt dans l'Empire romain pour devenir pendant dix ans élève de l'école théologique d'Édesse, dirigée à l'époque par Qioré ; cette école, surnommée « l'école des Perses », se consacrait notamment à la formation des cadres des Églises chrétiennes du royaume des Sassanides. Lorsque Qioré mourut, en 437, Narsaï lui succéda comme le Mpachqana, l'« Interprète » des textes bibliques, au sein de l'école. Comme son prédécesseur, il s'inspira principalement dans son enseignement de l'exégèse de Théodore de Mopsueste, le grand maître de l'école théologique d'Antioche, dont Qioré avait commencé à traduire l'œuvre en syriaque ; l'évêque Ibas d'Édesse était aussi un disciple de Théodore. Mais la doctrine de celui-ci était opposée à celle de Cyrille d'Alexandrie, qui avait triomphé au concile d'Éphèse en 431 ; l'évêque Ibas et l'école d'Édesse se trouvèrent de plus en plus isolés en Syrie. Quand Ibas mourut, en 457, il fut remplacé par le fervent cyrillien Nonnus, et celui-ci, en 471, par un cyrillien encore plus intolérant, Qura ou Cyrus.

### À Nisibe
Narsaï fut alors obligé de quitter Édesse pour se réfugier en territoire perse, à Nisibe où il commença par se retirer dans un monastère.
Mais l'évêque de la ville, Barsauma, lui-même ancien élève de l'école d'Édesse, vint le tirer de sa retraite et lui proposa de reconstituer à Nisibe l'« École des Perses ». Dans la continuité, l'école théologique de Nisibe connut d'autant plus de succès que celle d'Édesse finit par être fermé en 489 par les autorités romaines, ce qui consacra le triomphe des partisans de Cyrille d'Alexandrie dans l'Empire romain d'Orient. Pendant ce temps, Barsauma, au concile de Beth Lapat en 484, avait fait adopter la théologie de Théodore de Mopsueste comme doctrine officielle de l'Église de l'Orient. Désormais, l'école de Nisibe, dont Narsaï fut l'organisateur, devint le centre de formation théologique de cette Église.
Narsaï eut des relations tumultueuses avec Barsauma, mort en 491. Une brouille causée par la femme de l'évêque l'amena à se retirer pendant six ans à Kfar Mari, le monastère de son enfance, mais on vint le rechercher pour reprendre la tête de l'école. Narsaï présida à la rédaction du règlement de l'établissement qui entra en vigueur en 496 et qui a été conservé. Il mourut en 502 ou 503, ayant atteint à peu près l'âge de cent ans. Deux autres membres de sa famille, ses petits-neveux Abraham et Jean, animèrent l'école de Nisibe pendant une grande partie du VIe siècle (Abraham fut le Mpachqana de 509 ou 510 à sa mort en 569).

### Œuvre
Bien que la plus grande partie de l'œuvre de Narsaï soit perdue, il en reste environ quatre-vingts memré, c'est-à-dire homélies en vers : il s'agit d'un procédé pédagogique, inspiré d'Éphrem le Syrien, utilisé dans ses cours d'exégèse, et permettant aux élèves d'apprendre la leçon par cœur, voire de la chanter. Les memré conservés sont constitués de couplets en vers heptasyllabes ou dodécasyllabes. L'évêque du XIIIe siècle Ébedjésus de Nisibe affirme que Narsaï avait composé en tout 360 memré en vers, auxquels s'ajoutaient des commentaires exégétiques en prose et un traité intitulé La Corruption de la morale. Mais aucun texte en prose ne subsiste.

## Textes
- Narsai Doctoris Syri Homiliae et Carmina (texte syriaque et traduction latine de l'intégralité de 47 memré et de l'incipit de 34 autres), éd. Alphonse Mingana (Mossoul, 1905)
- Six Homélies de Narsaï sur la Création (texte syriaque et traduction française), éd. Philippe Gignoux, Patrologia Orientalis 34, fasc. 3-4, Brepols (Turhout, 1968)
- Cinq Homélies de Narsaï sur la Nativité, l'Epiphanie, la Passion, la Résurrection et l'Ascension (texte syriaque), éd. Frederick G. McLeod, PO 40, fasc.1, Brepols (Turhout, 1979)